# Port lotniczy Koulamoutou
Port lotniczy Koulamoutou (ICAO: FOGK, IATA: KOU) – krajowy port lotniczy położony w Koulamoutou w Gabonie.

## Kierunki lotów i linie lotnicze
| Linia Lotnicza                | Kierunek      |
| ----------------------------- | ------------- |
| Nationale Regionale Transport | 1. Libreville |